# Tenancingo (Tlaxcala)
Tenancingo  è una città dello stato di Tlaxcala, nel Messico centrale, capoluogo della omonima municipalità.
La municipalità conta 11.763 abitanti (2010) e ha un'estensione di 12,05 km².
Il nome della città significa luogo forticato o murato.